# トワイヤン
トワイヤン（Toyen）は、チェコ出身のシュルレアリスム画家、芸術家。1902年9月21日、スミーチョフに生まれ、1980年11月9日、パリで亡くなった。1920年代から1930年代にかけて、プラハにおける前衛芸術及びシュルレアリスム運動の中心で活動した。チェコがナチス・ドイツの支配下に組み入れられた1940年代は作品の発表を中断することを余儀なくされたものの創作は続けた。第二次世界大戦後はチェコに成立したソ連の衛星国家の抑圧的な体制から逃れてパリへ移住した。戦後、実存主義が知的流行になり、シュルレアリスム運動におけるブルトンの求心性が失われていく中も彼の理想主義に追随した。
トワイヤンは本名をマリエ・アンナ・チェルミーノヴァー（Marie Anna Čermínová）といい、トワイヤンはフランス語で市民を意味する言葉「シトワイヤン」から作った偽名である。これは本名に表れる女性性（チェコ語ではファミリーネームも女性形に曲用する）を拒否するためなどと言われている。

## 生涯

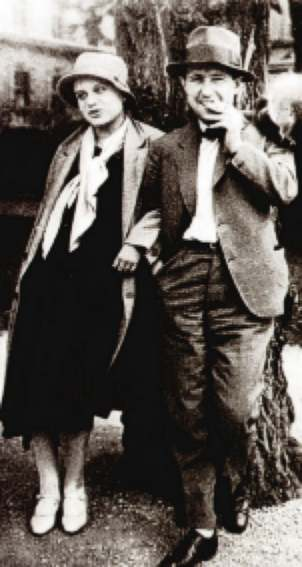
トワイヤンとタイゲ。1925年撮影。

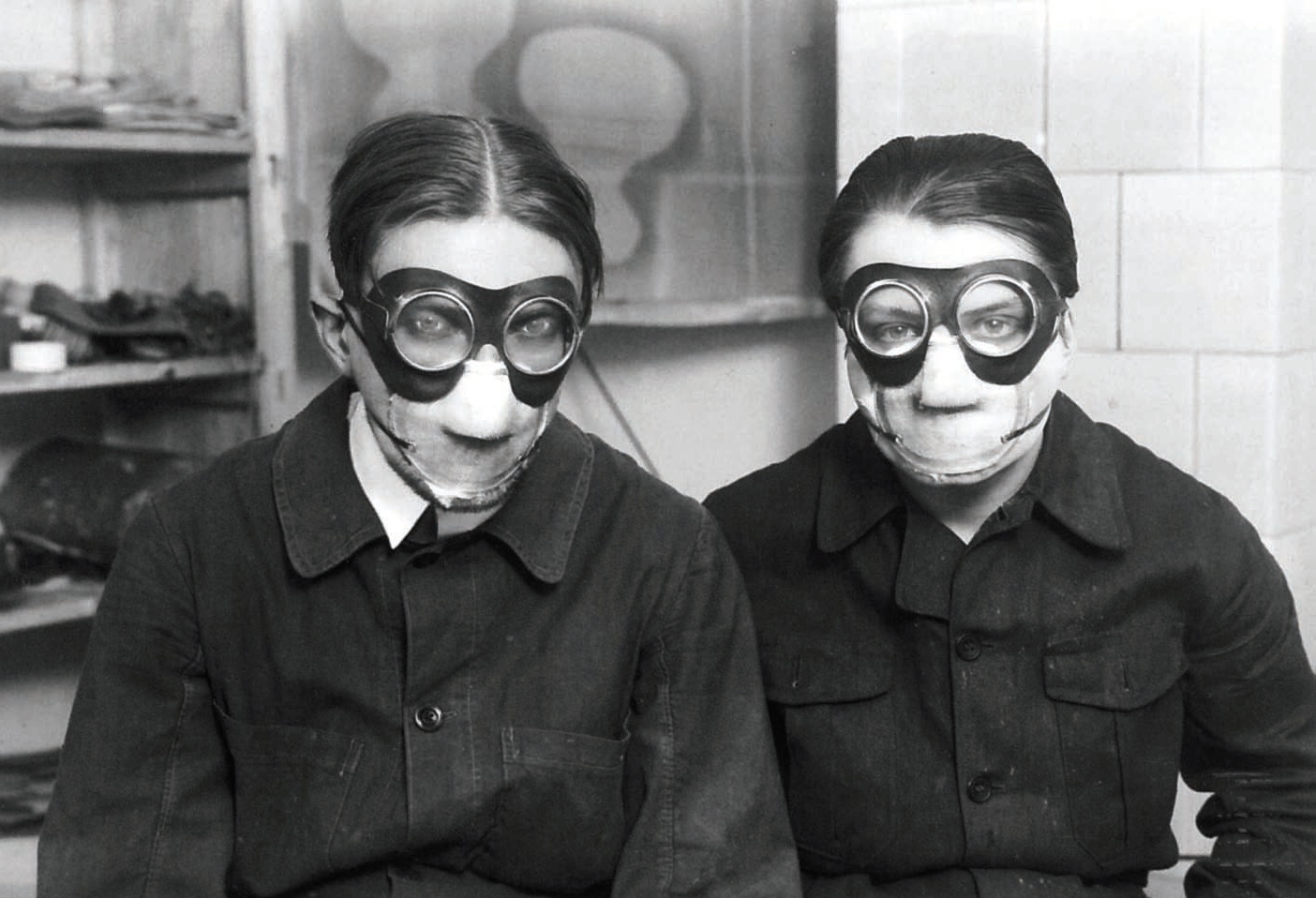
シュティルスキーとトワイヤン。1929年撮影。（キャプションは「マリーリ・シュティルスキーとトワイヤン」とつけられている）。

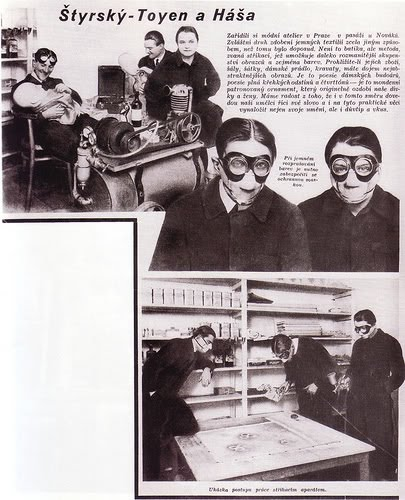
シュティルスキーとトワイヤンと映画監督のジョセフ・アントニーン・ハーシャ。

### 1902年 - 1928年
マリエ・チェルミーノヴァー（Marie Čermínová）は、1919年から1920年までプラハの応用美術高等学校（UMPRŮM）で学んだ。1922年の夏、のちに生涯にわたって親交を結ぶことになる画家のインジヒ・シュティルスキーとダルマチア諸島のコルチュラ島で出会った。トワイヤンはシュティルスキーと、さらに彼の友人のレモと、非常に親しくなり、三人で小説家のカレル・タイゲやヤロスラフ・サイフェルトらが創設したプラハの若き前衛芸術家のサークル、デヴィエトスィルに参加した。1923年にデヴィエトスィルが企画した「現代芸術のバーザール」と呼ばれる共同作品展にシュティルスキーとともに出品した。このころから「トワイヤン」という、フランス語で市民を意味する言葉「シトワイヤン」から作った名前を名乗るようになる。トワイヤンの初期の作品群は、「ピュリスム」の考えを取り入れたキュビズムに基づいて制作されていたが、異国趣味的な題材による未熟な絵であったため、トワイヤン自身の手により破棄された。
プラハ時代のトワイヤンは、公私にわたってシュティルスキーと密接な関係を結び、いつも一緒に行動していたので、デヴィエトスィルの仲間などから、あたかもシュティルスキーとの双子のように見なされていた。二人の関係は、チャペック兄弟やピカソとブラック、ゾフィーとハンス・アルプのような、戦間期欧州にしばしば見られた、芸術家同士が非常に近しい関係を築き、その上で創作するという関係の一つであった。
シュティルスキーは1920年代前半に両親を相次いで亡くすと、受け継いだ地所を売って教職の仕事と過去と決別し、トワイヤンと二人でパリにしばらく滞在するための資金に充てた。ミュシャやクプカを嚆矢として、パリは名声を求める当時のチェコの若い芸術家が目指す国際都市であった。1925年にトワイヤンとシュティルスキーはパリへと旅立ち、いわゆる「ボヘミアン」の一員となった。二人はのちの叙情的抽象の多くの要素を先取りした新しい様式を創出し、人工主義 « artificialisme » と名付けた。しかしながら、ふるいにかけられタバコの煙で満たされた半日にどっぷり浸かった脆い蜘蛛の巣たちは、構造の表面に不規則に分配された生々しく重苦しいドロドロしたものになってしまった。
このパリ滞在中に、トワイヤンとシュティルスキーはパリ・シュルレアリスム・グループの人々と交流を深めた。二人の共同企画展はギャルリー・ヴァヴァンで行われた。フィリップ・スーポーが企画展のカタログの序文を書いた。

### 1929年 - 1946年
トワイヤンは、1929年にプラハへ戻り、シュティルスキーが始めた雑誌『性的夢想』（ la Revue érotique ）誌上でエロティックでおかしみのある素描を発表する。1932年には、シュティルスキーが ReD 誌上でチェコ語に翻訳したサドの『ジュスティーヌあるいは美徳の不幸』に挿画を描いた。
1934年に、詩人のヴィーチェスラフ・ネズヴァルとカレル・タイゲ、トワイヤンとシュティルスキーはプラハ・シュルレアリスム・グループを結成した。1935年3月27日から29日にアンドレ・ブルトンとポール・エリュアールがプラハを訪問した折りには、同グループはこれを熱烈に歓迎した。同年5月にトワイヤンはカナリア諸島のテネリフェ島で開かれたシュルレアリスム国際絵画展に参加した。
1938年、シュティルスキーとトワイヤンは合同展覧会を開いた際に、共同モノグラフ（研究論文）を発表した。論文中のテクストにはネズヴァルとタイゲが署名をしている。
1939年にチェコスロヴァキアがドイツによる侵攻を受け、その支配下に組み入れられると、トワイヤンはおおっぴらに活動することを避けて、活動の舞台を地下に移した。ナチスはシュルレアリスムを「退廃芸術」の次に禁止する可能性があったためである。何年もの間、外部に発表はしないながらも制作を続け、「射撃」（Střelnice, 1940年）と題したリトグラフの連作を制作した。また、トワイヤンはユダヤ系の詩人インジヒ・ハイズレルを自分のフラットに匿い、彼の1940年の詩「十戒の上に静かに放尿するピシャピシャという乾いた音だけが」（Seules les crécelles pissent tranquillement sur les dix commandements (Nur die turmfalken brunzen ruhig auf die 10 gebote) ）のためのエロティックなイラストや、同じくハイズレルの詩「戦争よ、失せちまえ！」（Cache-toi, guerre ! (Schovej se valko), 1944年）に添えた一連の素描を制作した。
シュティルスキーは1942年に亡くなる。
戦後の1945年、トワイヤンは新しい個展を開く。トワイヤンは反スターリン主義者であったため、チェコに社会主義共和国が成立する見込みになると移住を決意した。

### 1947年 - 1980年

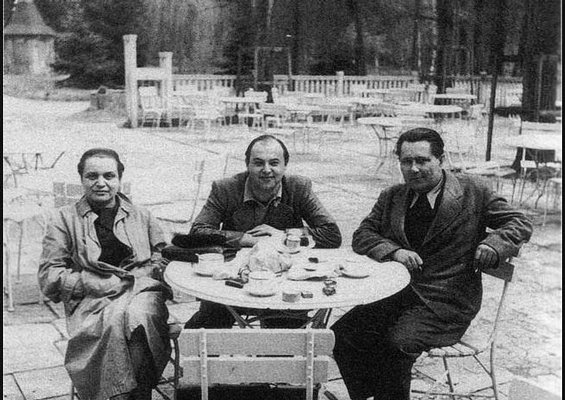
左から、トワイヤン、ハイズレル、タイゲ。1940年撮影。

トワイヤンは、1947年にインジヒ・ハイズレルと共にパリへ逃れ、ブルトンらのグループと合流した。ドニズ・ルネの画廊で個展を開いた。このときのカタログには、ブルトンが序文を寄稿した。パリではシュルレアリストのミーティングに欠かさず出席した。ミーティングはたいていパリのどこかのカフェで行われたが、ラドヴァン・イヴシクの回想によると、トワイヤンはいつも6時に出席して、ほとんどの場合、自分の意見を主張するよりも聞き手に回っていた。ブルトンが亡くなるとトワイヤンは集会の時に比較的積極的に意見を述べるようになった。彼女が繰り返し主張していたのは、ロマン主義に回帰することの必要性であった。イヴシクによるとそれは身体性を忘却せぬこと、また、詩的探求へと向かう性的側面の重要性を忘却せぬことを意味していたという。
1960年代には編集者のフランソワ・ディ・ディオのために二冊のリーヴル＝オブジェ（装丁やタイポグラフィにまで趣向を凝らした本のこと）を構想する。1970年代にはピエール・プシュモールが作ったマントナン集団の刊行物を、ラドヴァン・イヴシク、ジョルジュ・ゴールドフェイン、アニー・ル・ブランらと共同制作する。プシュモールはトワイヤンのことを「シュルレアリスムの中で最もロマンティックな」人物であったと評している。
トワイヤンの墓は、パリのバティニョル墓地の第2区画にある。トワイヤンの死亡通知書の表面には、« Je m'aperçois que ma page blanche est devenue verte. »（（→わたしの真っ白なページが緑色になったことに気づいたわ））と書かれている。

## 作品
- Le Reste de la nuit, 1935 (?)[12]
- Spectres du désert, 1937, dessins[12]
- 「鎖につながれたプロメテウス」1934年、カンヴァスに油彩、145 × 97 cm、個人蔵[6]
- Le Tir, 1940 （射撃）リトグラフ
- Relâche, 1943, カンヴァスに油彩、109 × 52.5 cm[8]
- Au château Lacoste, 1946[12]
- Mýtus Světla, 1946年（光の神話）カンヴァスに油彩、160 × 75 cm、ストックホルム近代美術館蔵[7][17]
- Tous les éléments, 1950, カンヴァスに油彩、68.2 × 104.5 cm, 個人蔵、パリ
- Le Paravent, 1966, 個人蔵
- Coulée dans le lointain, 1962, カンヴァスに油彩、51 × 150 cm, 個人蔵、ダラス
- Le Festin de soie, 1962, カンヴァスに油彩、100 × 60 cm, 個人蔵

## 発展資料
- André Breton, Jindřich Heisler, Benjamin Péret, Toyen, Sokolova, 1953.
- Radovan Ivsic, Toyen, Paris, Filipacchi, 1974.
- Annie Le Brun, « À l'instant du silence des lois », dans À distance, Paris, Jean-Jacques Pauvert aux éditions Carrère, 1984, p. 150-160.
- Karel Srp, Toyen, une femme surréaliste, Paris, Artha, 2003.

## 映像資料
- 1967 : Angoisse de Zdenèk Kopac, Prague[8].
- 2005 : Toyen [注釈 5]